# IK Sävehof
IK Sävehof – klub piłki ręcznej ze Szwecji, powstały w 1950 roku z bazą w Göteborgu. Klub  dzieli się na dwie sekcje kobiet i mężczyzn.

## Sekcja mężczyzn
Sukcesy
- Mistrzostwo Szwecji:
  -  (6x)  2004, 2005, 2010, 2011, 2012, 2013
- Puchar Szwecji:
  -  (6x)  1993, 1994, 2004, 2005, 2006, 2008

## Sekcja kobiet
Kadra 2015/16
| Numer | Zawodniczka              | Kraj     | Pozycja      |
| ----- | ------------------------ | -------- | ------------ |
| 1     | Johanna Bundsen          | Szwecja  | bramkarz     |
| 2     | Tilda Olsson             | Szwecja  | rozgrywająca |
| 3     | Emma Ekenman-Fernis      | Szwecja  | skrzydłowa   |
| 4     | Louise Sand              | Szwecja  | skrzydłowa   |
| 5     | Joanna Lindvall-Haggren  | Szwecja  | skrzydłowa   |
| 6     | Sofia Tegstedt           | Szwecja  | obrotowa     |
| 7     | Tes Krönell              | Szwecja  | obrotowa     |
| 8     | Elin Enhöring            | Szwecja  | obrotowa     |
| 9     | Julia Eriksson           | Szwecja  | rozgrywająca |
| 10    | Stine Lund Andreassen    | Norwegia | rozgrywająca |
| 11    | Rikke Jensen             | Dania    | rozgrywająca |
| 12    | Izabela Mouratidou       | Szwecja  | bramkarz     |
| 13    | Elin Karlsson            | Szwecja  | rozgrywająca |
| 14    | Linnea Petterson         | Szwecja  | rozgrywająca |
| 15    | Birna Berg Haraldsdóttir | Islandia | rozgrywająca |
| 16    | Hanna Eriksson           | Szwecja  | bramkarz     |
| 18    | Linn Hansson             | Szwecja  | rozgrywająca |
| 19    | Olivia Mellegård         | Szwecja  | skrzydłowa   |
| 20    | Mimmi Eliasson           | Szwecja  | rozgrywająca |
| 21    | Ida Holm                 | Szwecja  | rozgrywająca |

Sukcesy
- Mistrzostwa Szwecji:
  -  (8x) 1993, 2003, 2006, 2007, 2009, 2010, 2011, 2012